# JPL Horizons On-Line Ephemeris System
JPL Horizons On-Line Ephemeris System (ジェット推進研究所無人探査機 Horizons 天文暦システムのウェブ版) は重要な太陽系データや太陽系天体の非常に精度の高い天文暦へのアクセスが簡単で、任意の精度で天体の軌道の近似解を得ることができる。
与えられた元期での接触要素は天体の軌道（例として重力摂動の影響を受けない円錐軌道や二体軌道）と常に酷似している。実際の軌道（もしくは最良近似）は全惑星、数個の大きな小惑星、いくつかのわずかな重力の摂動と考えられ、数値積分を必要とする。
ジェット推進研究所の天体暦は周期、離心率などを使用することは無いが、代わりに直交座標系の運動方程式を統合し、惑星の位置の近代的かつ高精度な測定に合うように初期条件を整えている。
システムはWWW、電子メール、Telnet の3つの方法で使用出来る。なお2015年8月現在、NASA無人探査機 Horizons には天体暦 DE431 系が採用された。詳細はジェット推進研究所のウェブ版『HORIZONS ユーザー・マニュアル』より「長期天体暦」の節を参照。